# Jinnah (forskningsstation)
Jinnah-stationen (engelska: Jinnah Antarctic Station) är en pakistansk forskningsstation vid kusten utanför bergskedjan Sør-Rondane i Dronning Maud Land i Antarktis. Den upprättades 1991 och drivs av pakistanska National Institute of Oceanography.